# Abohar
Abohar is een nagar panchayat in het district Fazilka van de Indiase staat Punjab. 

## Demografie
Volgens de Indiase volkstelling van 2001 wonen er 124.303 mensen in Abohar, waarvan 53% mannelijk en 47% vrouwelijk is. De plaats heeft een alfabetiseringsgraad van 65%. 